# Alberini & Santoni
Pour les articles homonymes, voir Alberini et Santoni.
Alberini & Santoni (raison sociale complète: Primo Stabilmento Italiano di Manufattura Cinematografica Alberini e Santoni) est une maison cinématographique italienne spécialisée dans la production et la distribution de films qui fut active durant la période du muet. 

## La manufacture
La Alberini & Santoni vit le jour à Rome en 1905 à l'initiative de Filoteo Alberini et Dante Santoni. Comme sa raison sociale l'indique, ce fut le premier établissement italien de manufacture cinématographique, déjà établi depuis 1904 sans constituer encore une personne morale. Alberini & Santoni était dotée d'une scène de théâtre, d'équipements et de laboratoires pour le développement des pellicules, leur impression et leur montage.
L'entreprise réalisa ce qui est considéré comme le « premier film » (au sens d'une création artistique cinématographique) de l'histoire du cinéma italien : La Prise de Rome (20 septembre 1870) (La prisa di Roma (20 settembre 1970)), réalisé par Alberini lui-même, et interprété par Ubaldo Maria Del Colle et Carlo Rosaspina. D'autres productions significatives de la société furent le documentaire sur le tremblement de terre survenu en Calabre (Il terremoto in Calabria) et le film Il romanzo di un Pierrot, réalisé et interprété par Mario Caserini en duo avec Fernanda Negri Pouget (1906).
Au total Alberini & Santoni produisit 15 pellicules. Le 1er avril 1906 la société fut transformée, son capital fut augmenté et elle devint la société Cines.